# Les Ramoneurs de menhirs

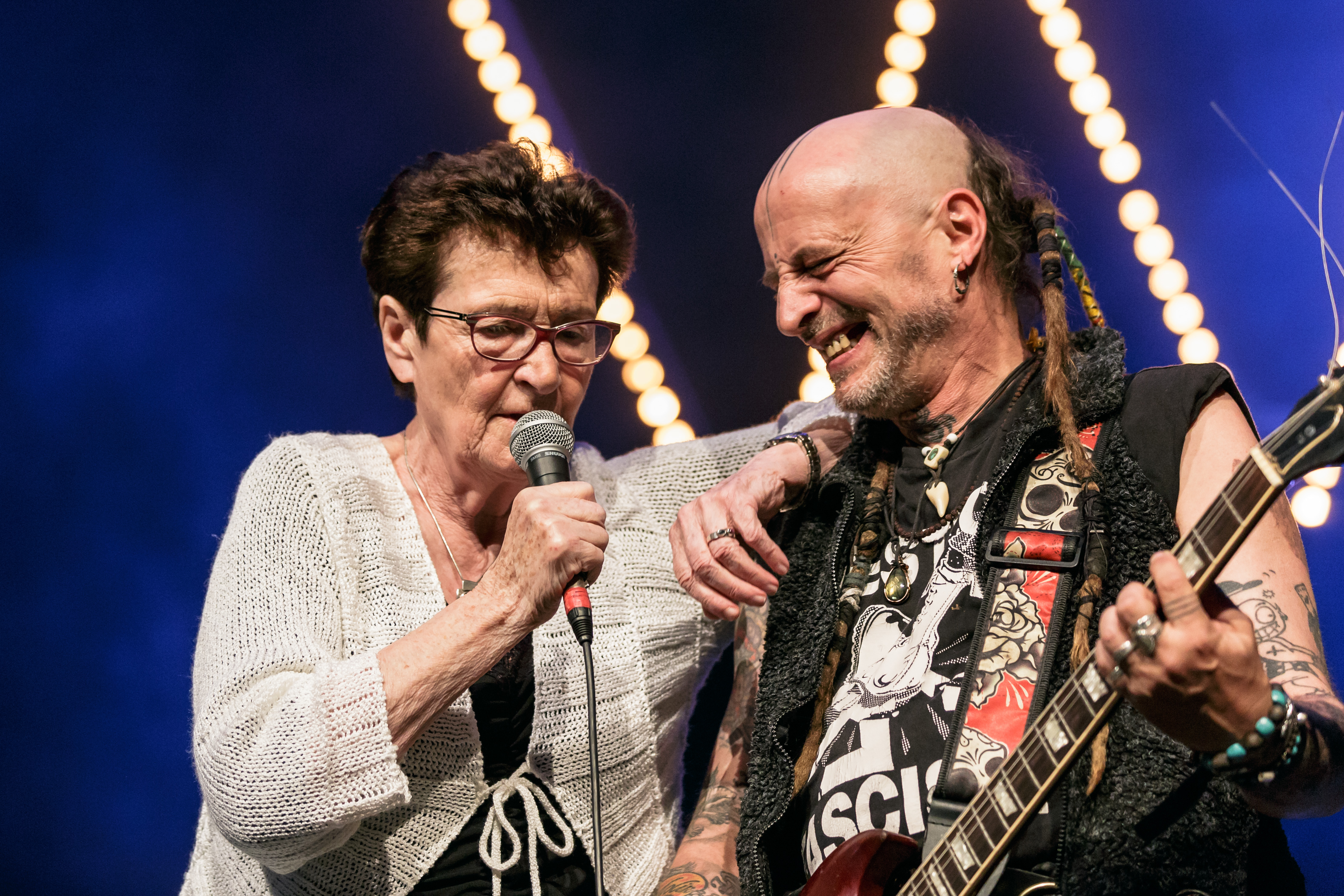
Louise Ebrel und Loran (2017)

Les Ramoneurs de menhirs ist eine bretonische Folk-Punk-Band, welche 2006 gegründet wurde. Die Band besteht aus Éric Gorce an der Bombarde, Richard Bévillon am Dudelsack, dem traditionellen bretonischen Sänger Maurice Jouanno und Loran, Gitarrist von Bérurier Noir. Sie spielen auf traditionellen Tanzfesten (Fest-noz) ebenso wie auf normalen Konzerten. Ihre Texte sind fast ausschließlich in bretonischer Sprache.

## Geschichte
Die Band wurde 2006 gegründet, nachdem Éric und Richard Louise Ebrel, Maurice Jouanno und das ex-Bérurier-Noir-Mitglied Loran für ihr Album der traditionellen bretonischen Musik Kerne Izel, eingeladen haben. Ihr erstes Album, Dañs an Diaoul ("Der Tanz des Teufels") wurde 2006 vom Label von Bérurier Noir, Folklore de la Zone Mondiale, herausgebracht. Die Sängerin Louise Ebrel, Tochter von Eugénie Goadec, einer berühmten traditionellen bretonischen Musikerin, war Gastsängerin bei einigen Liedern auf dem Album.
Im April 2010 kam ihr zweites Album heraus: Amzer an dispac'h ("Die Zeit der Revolte"). Zahlreiche Gäste wurden zur Aufnahme des Albums eingeladen: Gilles Servat, Les mangeouses d'oreilles, Blackfire, Niko Tagada, Louise Ebrel und schließlich Roland et Jean-Pierre von der Gruppe Quic-en-Groigne aus Saint-Malo.

Mitglieder
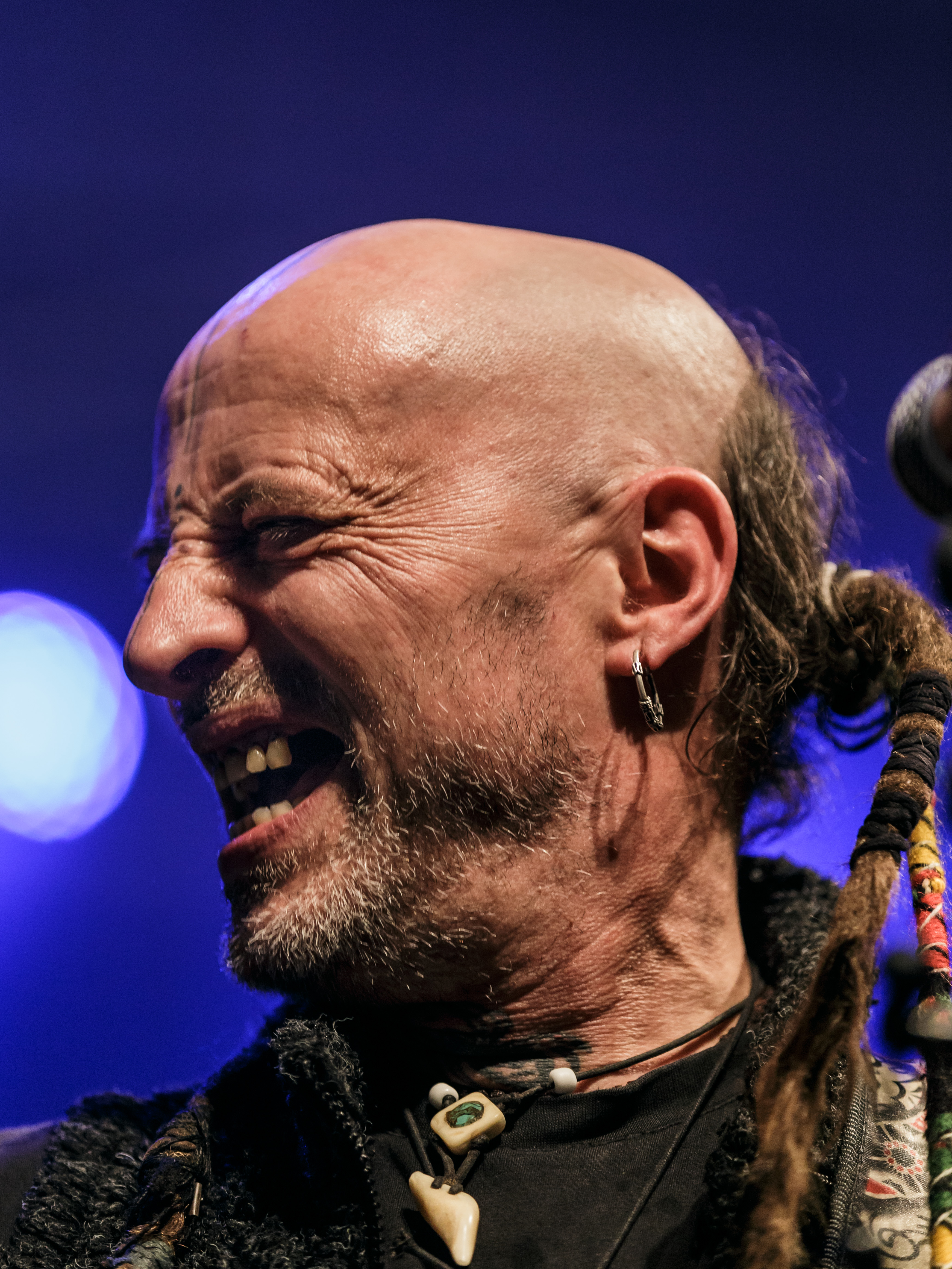
Loran (Gitarre)
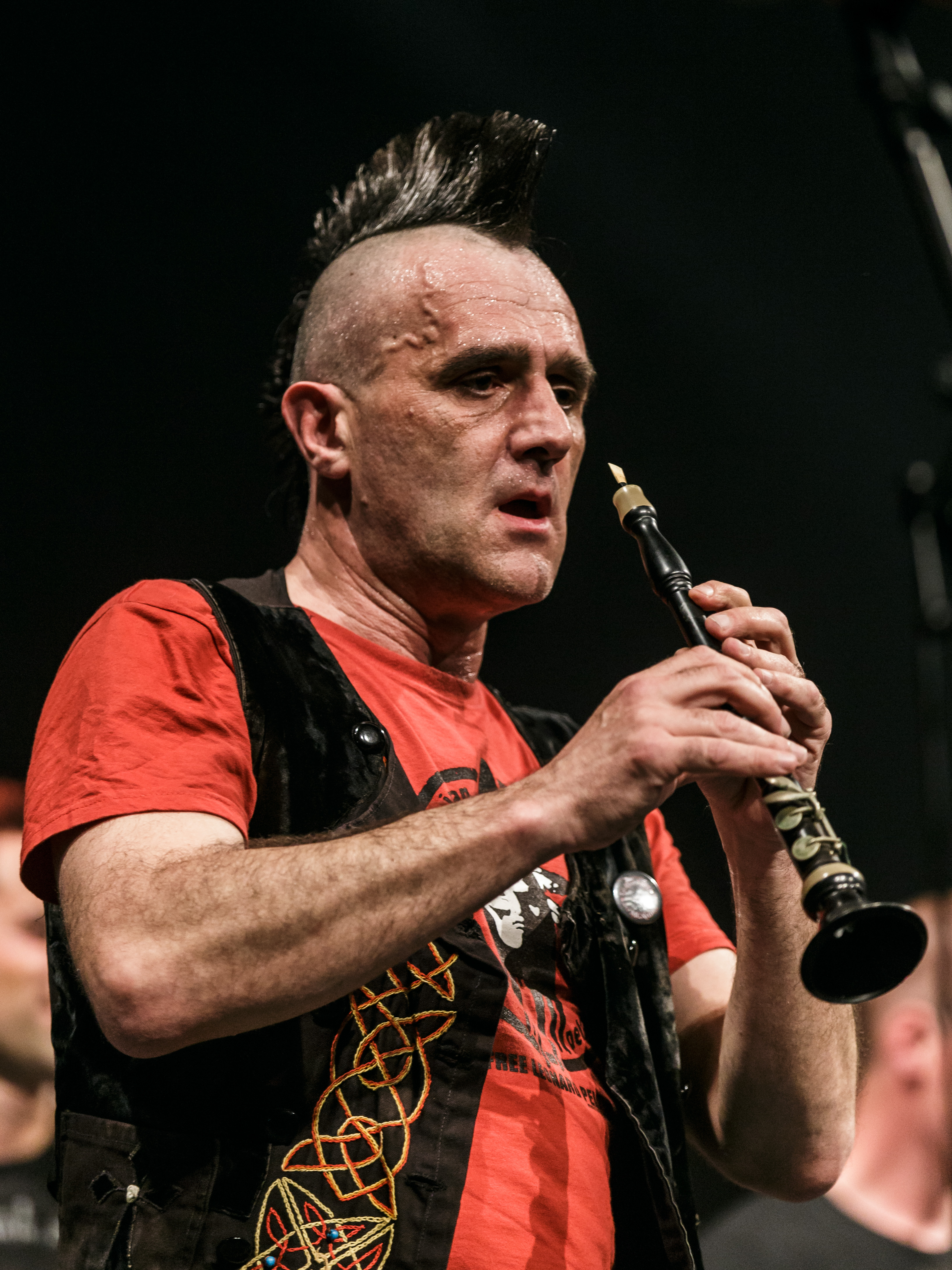
Éric Gorce (Bombarde, Binioù)
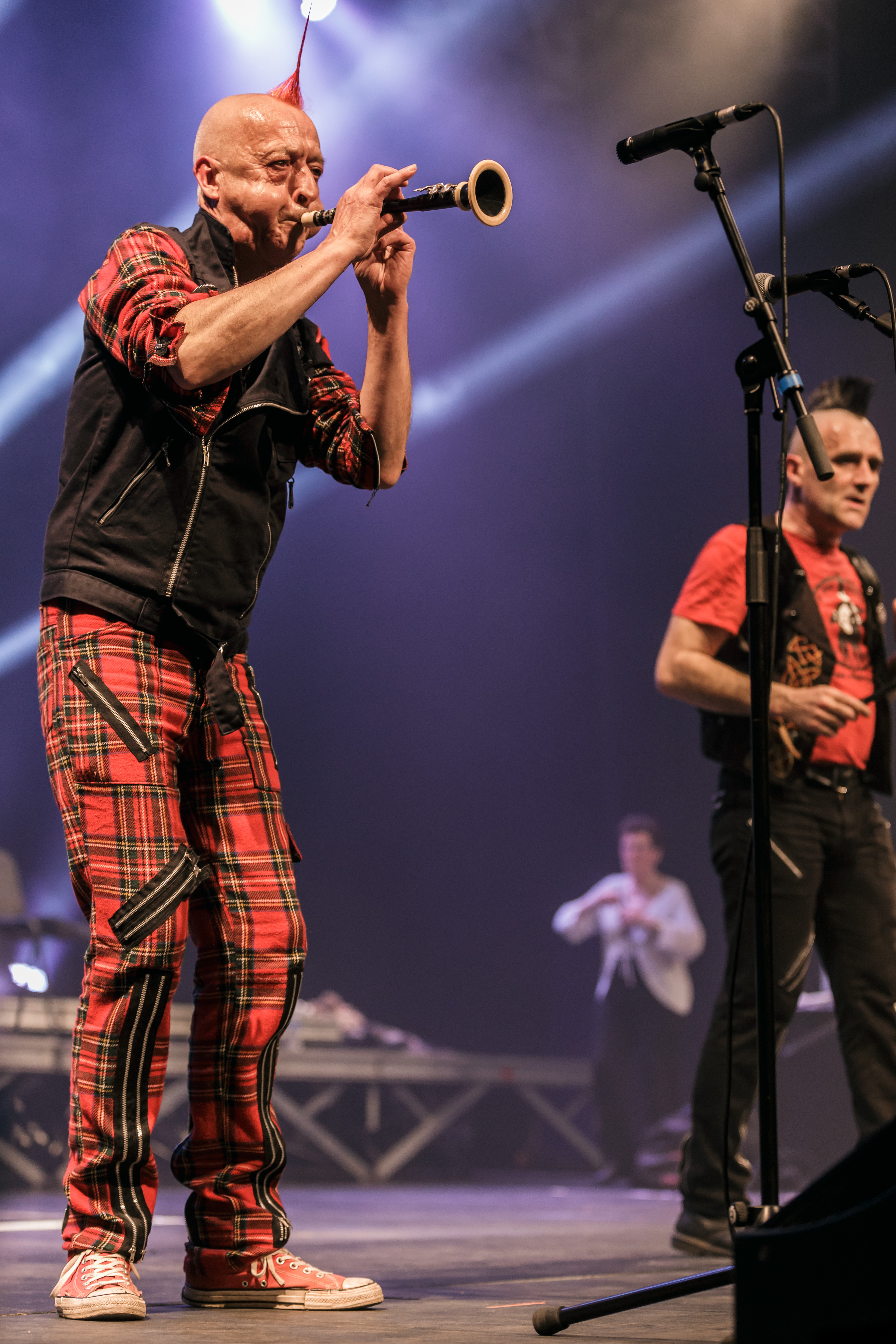
Richard Bévillon (Binioù, bombarde)
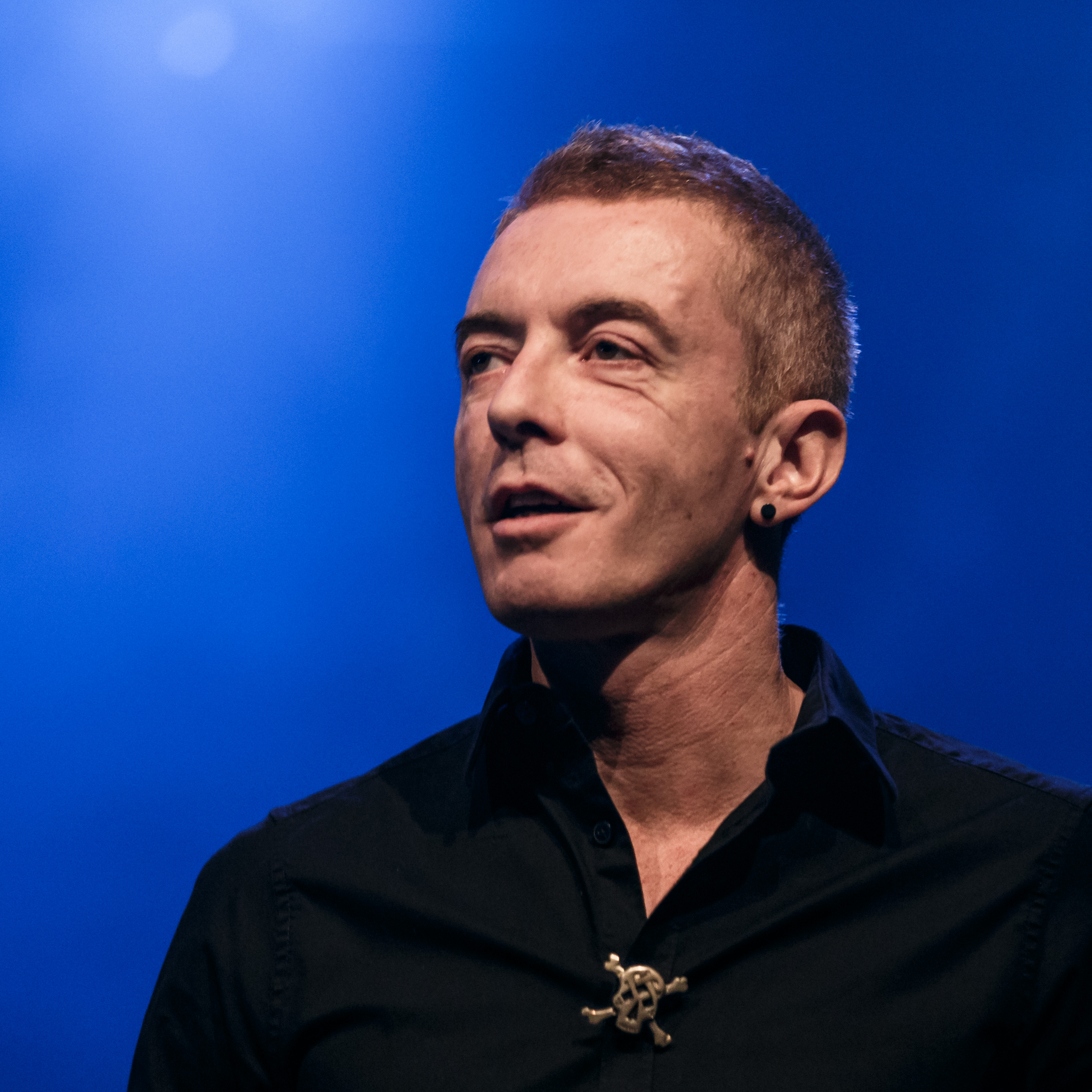
Gwenaël Kere (Hauptstimme)

## Diskografie
CD-Alben
- 2006: Kerme Izel
- 2007: Dans an diaoul
- 2010: Amzer an dispac'h
- 2014: Tan ar Bobl

Vinyl-Alben
- 2008: Dans an diaoul (andere Titel als auf der CD)
- 2010: Amzer an dispac'h (andere Titel als auf der CD)
- 2014: Tan ar Bobl (andere Titel als auf der CD)

Kompilationen
- 2007: Breizh disorder, volume 6 (Yaw ha yaw ha yaw - live)
- 2009: Rock e Breizh
- 2009: In The Spirit Of Total Resistance - Free Leonard Peltier! (Bell'ARB - auf dem Album Dañs an Diaoul)
- 2011: Breizh disorder, Spezialedition
- 2012: Pirate-Punk volume 1 (Auschwitz planète)